# Kabinett für aktuelle Kunst
Das Kabinett für aktuelle Kunst ist ein Raum für zeitgenössische Kunst in Bremerhaven, in dem wechselnde Ausstellungen der internationalen Avantgarde gezeigt werden.

## Kabinett für aktuelle Kunst
Das Kabinett für aktuelle Kunst wurde 1967 als nicht-kommerzielle, private Ausstellungsplattform für die Kunst der Avantgarde gegründet. Es besteht aus einem Ladenlokal im Erdgeschoss der Kunsthalle Bremerhaven in der Innenstadt von Bremerhaven mit Schaufensterfront und Eingangstür und einem 33 Quadratmeter großen rechteckigen Raum. Mit seinen weißen Wänden und seiner gleichmäßigen Beleuchtung durch Neonröhren greift er in seiner puristischen Architektur die Idee des White Cube auf, der seit den 1920er Jahren einen Wechsel der Präsentationsform hin zu einem neutralen Ausstellungsraum einleitete. 

## Jürgen Wesseler
Gründer und Betreiber des Kabinetts war der Bremerhavener Vermessungsingenieur Jürgen Wesseler (1938–2023). Er galt als Spürnase für zeitgenössische Kunst, der in seinem Ausstellungsraum viele Künstler zeigte, die erst später weltweit bekannt wurden. Ab 1971 war Jürgen Wesseler Mitglied im Vorstand des Kunstvereins Bremerhaven und ab 1987 dessen Vorsitzender. Ab 2012 war er nicht mehr Vorsitzender, sondern Beisitzer des Kunstvereins. Er war maßgeblich an dem Bau und der Ausstattung des 2007 eröffneten Kunstmuseums Bremerhaven beteiligt, in dem die Sammlung des Kunstvereins ausgestellt wird. 2008 wurde ihm für seine Verdienste das Bundesverdienstkreuz verliehen.

## Museum für Moderne Kunst
2001 zeigte Gregor Schneider im Kabinett für aktuelle Kunst in Bremerhaven die performative Ausstellung N. Schmidt, die 2003, einschließlich des nahezu unverändert nachgebauten Ladenlokals, im Museum für Moderne Kunst (MMK) in Frankfurt am Main noch einmal aufgeführt wurde. Die dauerhaft im MMK installierte Version des Kabinetts bildete den Rahmen der 2009 eröffneten Ausstellungsreihe Double, die frühere Ausstellungen des Kabinetts für aktuelle Kunst nachstellt. Die erste Ausstellung war dem Künstler Reiner Ruthenbeck und dessen Installation Umgekippte Möbel, 1971, gewidmet.

## Ausstellungen
Seit 1967 fanden im Kabinett für aktuelle Kunst unter anderem Ausstellungen mit folgenden Künstlerinnen und Künstlern statt: 
Marina Abramović / Ulay (1982), Bas Jan Ader (1972, 1974), Carl Andre (1976), Giovanni Anselmo (1975, 1977), Silvia Bächli (1993, 2000), Stephan Balkenhol (1993, 2007), Robert Barry (1973), Bodo Baumgarten (1970, 1971, 1972), Lothar Baumgarten (1976), Bernd & Hilla Becher (1971, 1974), Guillaume Bijl (2001), Achim Bitter (2014), Martin Boyce (2005), Stanley Brouwn (1974, 1976, 1978), Daniel Buren (1981), Michael Buthe (1970), Clegg & Guttmann (1989), Hanne Darboven (1972, 1974, 1975, 1979), Jan Dibbets (1973), Braco Dimitrijević (1977), Cecilia Edefalk (1997, 2006), Robert Filliou (1970), Ceal Floyer (2013), Hamish Fulton (1973), Heinz Gappmayr (1972), Isa Genzken (1978), Raimund Girke (1970, 1974, 1979, 1985), Jack Goldstein (1976), Dietrich Helms (1970, 1972), Gerard Hemsworth (1981, 1983), Bethan Huws (2009), Reimer Jochims (1969, 1971), On Kawara (1977, 1980), Hans-Jürgen Kleinhammes (1968), Imi Knoebel (1969, 1970, 1972), Joseph Kosuth (1988), Wolfgang Laib (1979, 1981, 1984, 1990), Sol LeWitt (1975), Urs Lüthi (1969), Francesco Mariotti (1968), Gerhard Merz (1977, 1979), Meuser (1985), Reinhard Mucha (1983), Werner Nöfer (1969), Blinky Palermo (1969, 1970, 1971), Jürgen Partenheimer (1990), Giuseppe Penone (1980), Manfred Pernice (1997, 2003, 2011), Hermann Pitz (1982), Sigmar Polke (1970), Norbert Radermacher (1991), Gerhard Richter (1971, 1973, 1975), Ulrich Rückriem (1971, 1973, 1976, 1979), Allen Ruppersberg (1974), Reiner Ruthenbeck (1971, 1974, 1976), Anri Sala (2008), Barbara und Gabriele Schmidt-Heins (1976, 1978, 1982, 1985), Gregor Schneider (1999, 2001, 2005, 2006, 2010), Norbert Schwontkowski (2007), Konrad Schulz (1968, 1970), Thomas Schütte (2006), Andreas Slominski (1988, 1991, 1999, 2006), Richard Tuttle (1990), Luc Tuymans (1993, 2007), Günther Uecker (1970), Timm Ulrichs (1970), Oswald Mathias Ungers (1986), Henk Visch (1990, 1995, 2005, 2010, 2015), Franz Erhard Walther (1973, 1975, 1978, 1980, 1984), Lawrence Weiner (1973, 1975, 1978, 1981), Paloma Varga Weisz (2001, 2013), Christopher Williams (2012), Cathy Wilkes (2003), Ger van Elk (1972, 1975), Dorothee von Windheim (1971) und Jerry Zeniuk (1977, 1990).